# Fredropol (plaats)
Fredropol is een plaats in het Poolse district  Przemyski, woiwodschap Subkarpaten. De plaats maakt deel uit van de gemeente Fredropol en telt 600 inwoners.